# Zoo Mülhausen

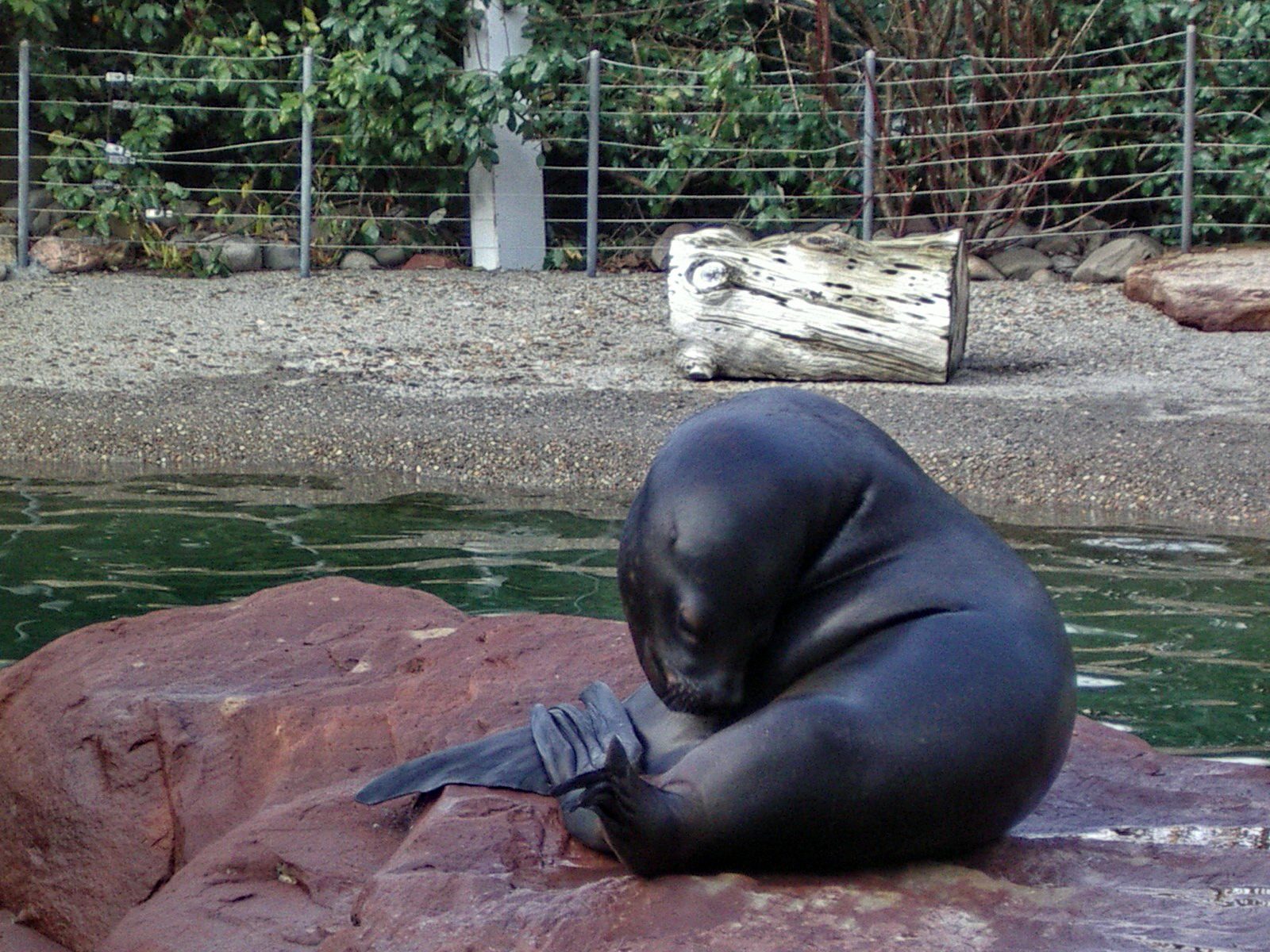
Mähnenrobbe im Zoo Mülhausen

Der Parc Zoologique & Botanique Mulhouse Alsace ist ein im elsässischen Mülhausen gelegener zoologisch-botanischer Garten, dessen Bestand 1200 Tiere in etwa 190 Arten umfasst. Er wurde am 13. September 1868 durch die Industriegesellschaft von Mülhausen gegründet.
Der Zoo beteiligt sich an zahlreichen Artenschutzprogrammen. Er koordiniert das Europäische Erhaltungszuchtprogramm für Blauaugenmaki, Rotbauchmaki, Gelbbrust-Kapuziner, Roloway-Meerkatze, Südlichen Gelbwangen-Schopfgibbon, Nördlichen und Südlichen Weißwangen-Schopfgibbon sowie das Gelbfuß-Felskänguru.